# Liste von Persönlichkeiten der Universität des Saarlandes
Die Liste von Persönlichkeiten der Universität des Saarlandes enthält Persönlichkeiten, die mit der Universität des Saarlandes als Alumni, Professoren oder in sonstiger Weise in Verbindung stehen.

## Absolventen

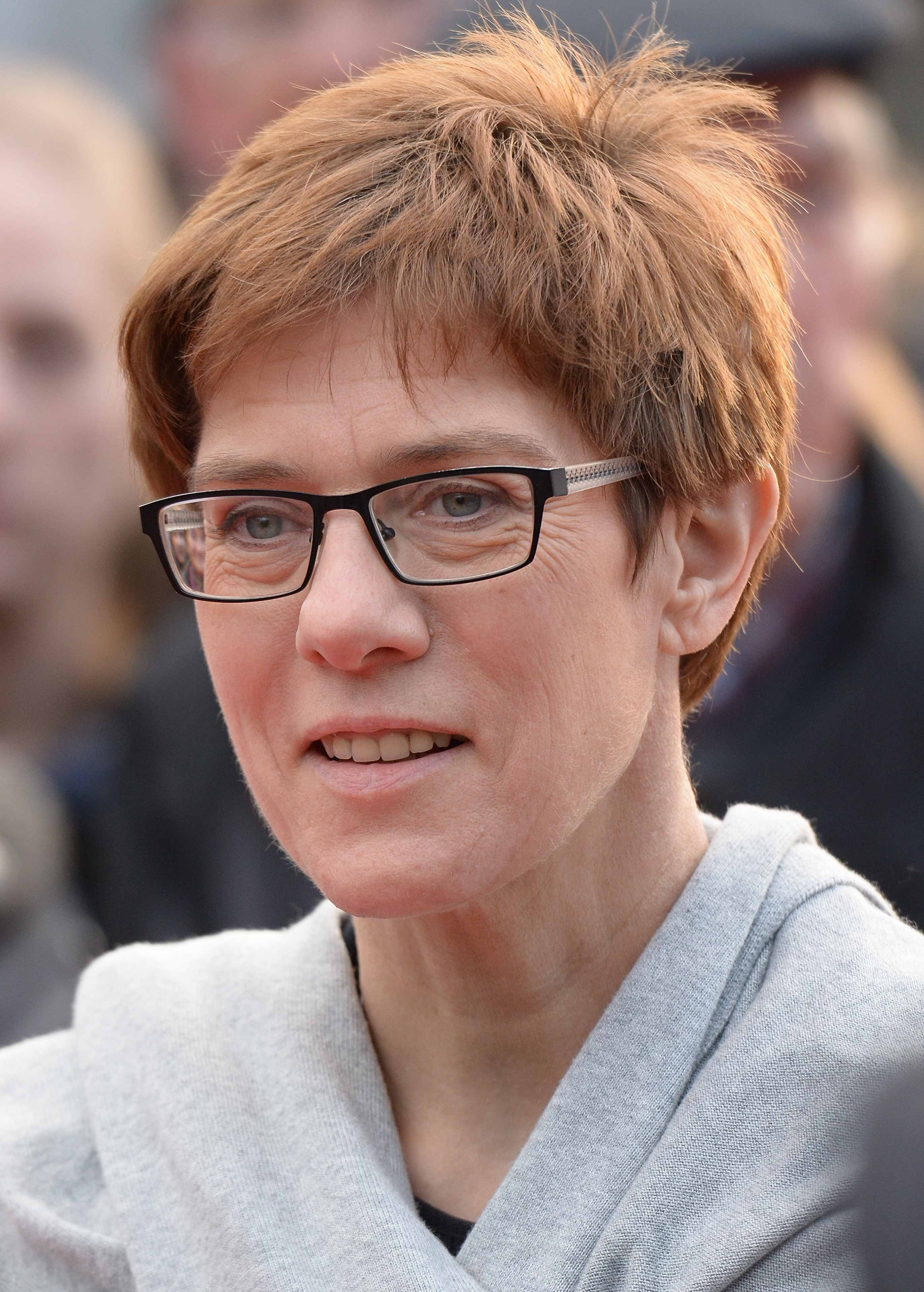
Annegret Kramp-Karrenbauer

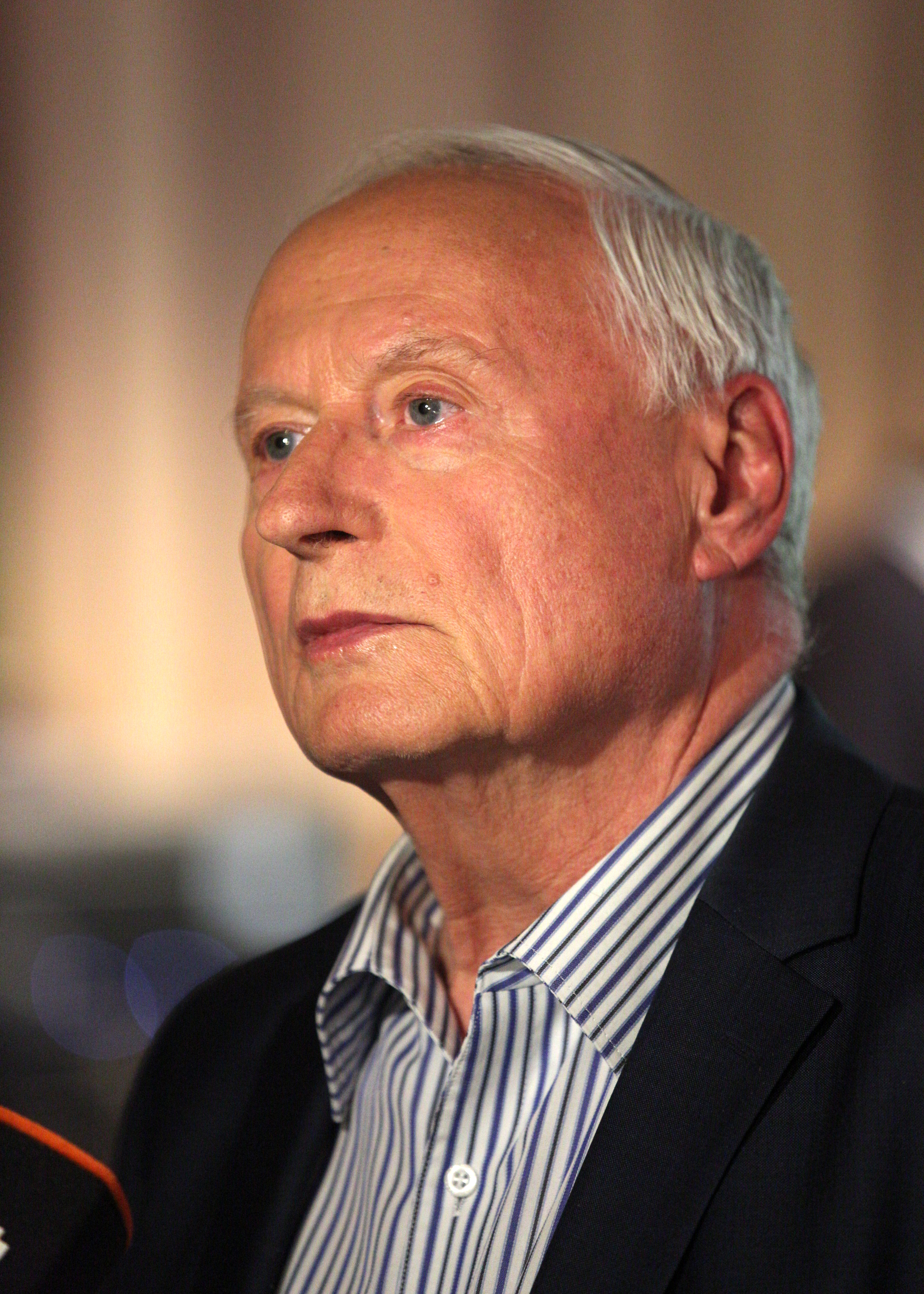
Oskar Lafontaine

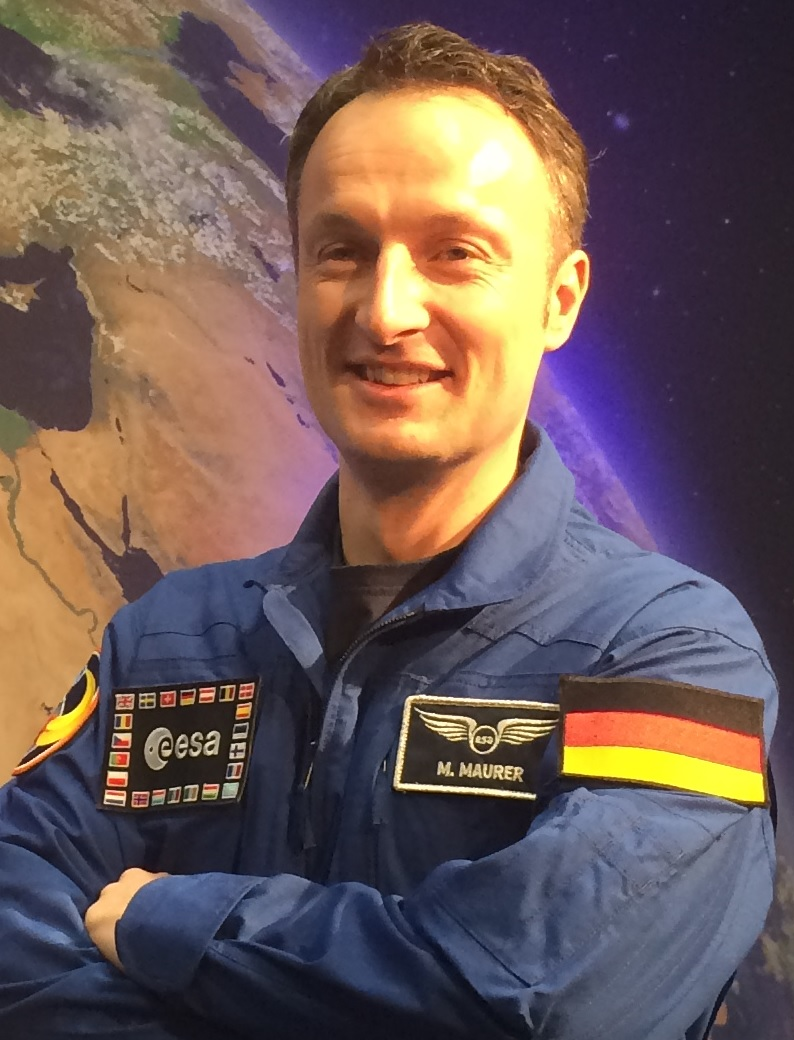
Matthias Maurer

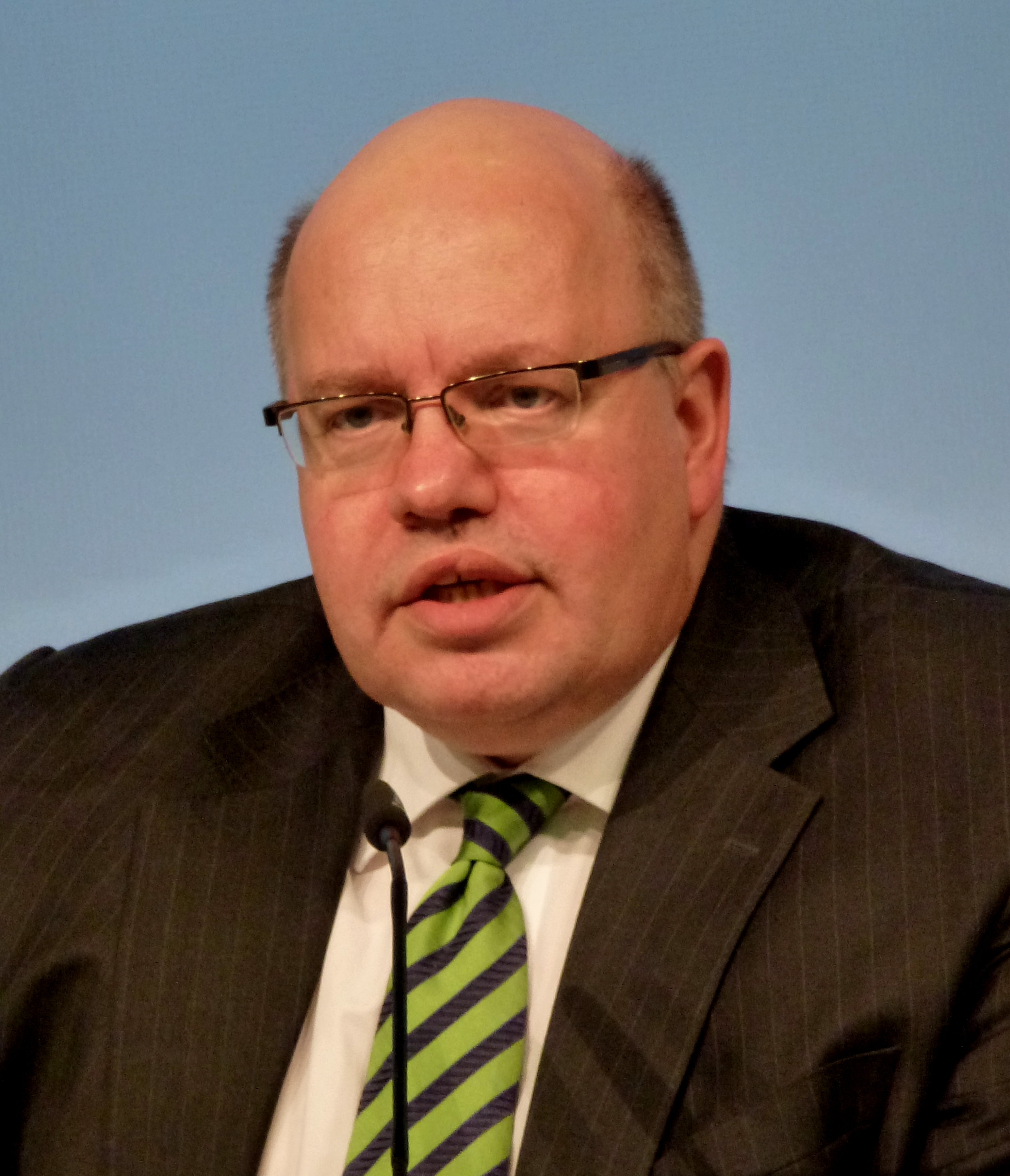
Peter Altmaier

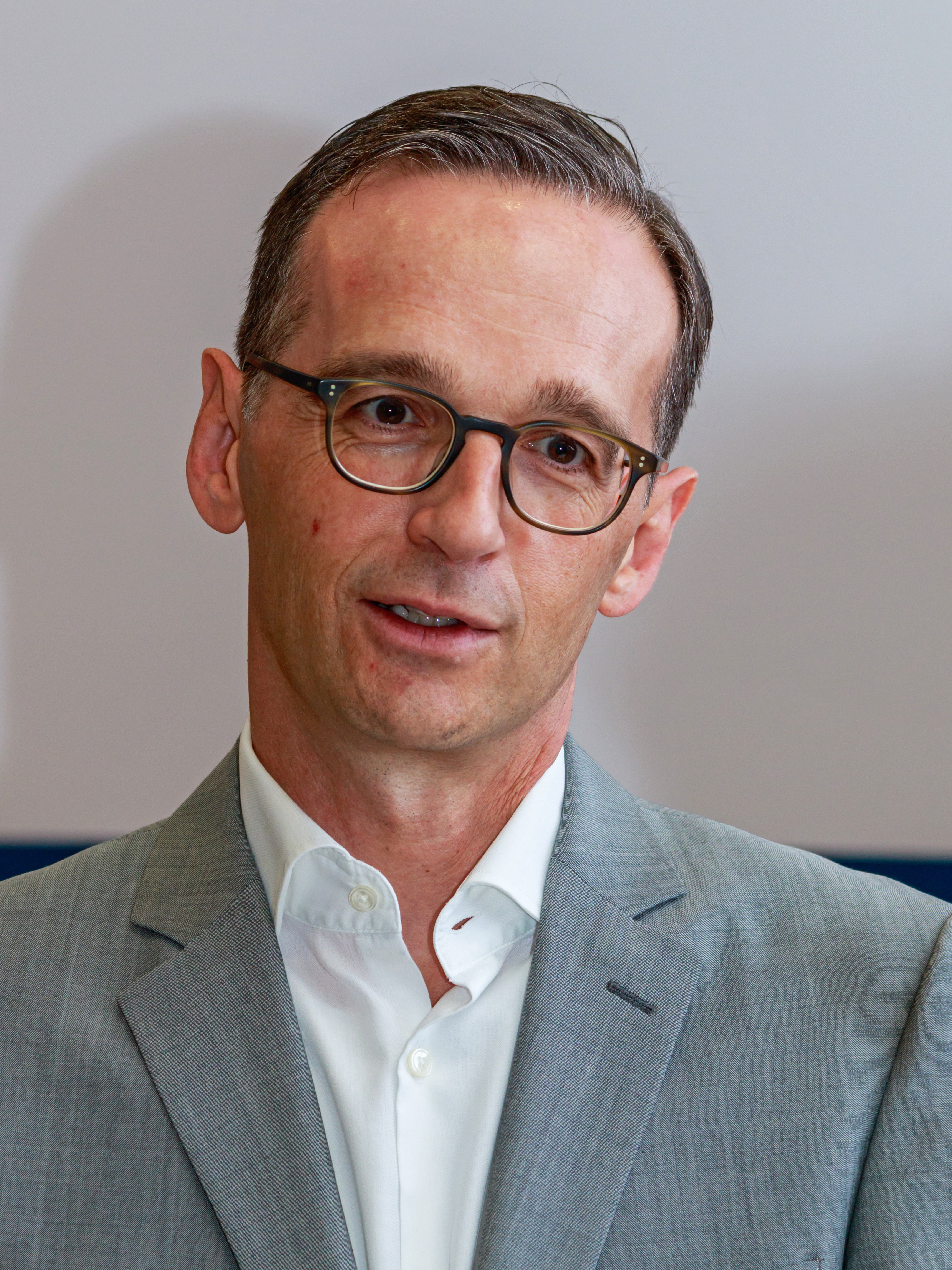
Heiko Maas

### Geistes-, Sozial- und Sprachwissenschaften
- Karl-Otto Apel (1922–2017), Philosoph
- François Bertemes (* 1958), deutsch-luxemburgischer Prähistoriker
- Johann Josef Böker (* 1953), Architekturhistoriker
- Barbara Bredow (* 1937), Künstlerin
- Christoph Cornelißen (* 1958), Historiker
- Ralf Dahrendorf (1929–2009), deutsch-britischer Soziologieprofessor, Politiker und Publizist
- Christof Ehrhart (* 1966), Manager
- Günter Endruweit (1939–2021), Soziologe
- Willi Erzgräber (1926–2001), Anglist
- Jürgen W. Falter (* 1944), Politikwissenschaftler
- Ludwig Finscher (1930–2020), Musikhistoriker
- Frank Fürbeth (* 1954), Germanist und Mediävist
- Sabine Göttel (* 1961), Dramaturgin, Kulturmanagerin und Schriftstellerin
- Hans-Jürgen Greif (* 1941), Germanist, Romanist und Schriftsteller
- Meinrad Maria Grewenig (* 1954), Kunsthistoriker / Kulturmanager
- Rebekka Habermas (1959–2023), Historikerin
- Wolfgang Haubrichs (* 1942), germanistischer Mediävist und Namenforscher
- Thorsten Havener (* 1972), Mentalist
- Markus Heitz (* 1971), Autor
- Eugen Helmlé (1927–2000), Schriftsteller und literarischer Übersetzer
- Hans-Walter Herrmann (* 1930), Landeshistoriker
- Philipp Humm (* 1959), Filmregisseur
- Karl Kaiser (* 1934), Politikwissenschaftler
- Wolfgang Kermer (* 1935), Kunstpädagoge und Kunsthistoriker
- Alexandra Kertz-Welzel (* 1970), Universitätsprofessorin, Musikpädagogin
- Karl Klein, ab 1966 ordentlicher Professor für Englische Philologie und Literaturwissenschaft
- Reinhard Klimmt (* 1942), Politiker (SPD)
- Alfons Kolling (1922–2003), Archäologe und Landeskonservator
- Wilfried Loth (* 1948), Politikwissenschaftler und Historiker
- Klaus-Michael Mallmann (* 1948), Historiker
- Volker Mattern (* 1956), Dramaturg / Intendant
- Nils Minkmar (* 1966), Historiker und Journalist
- Dietz-Rüdiger Moser (1939–2010), Volkshistoriker, Literaturhistoriker und Musikwissenschaftler
- Peter Neumann (* 1967), Journalist und Medienmanager
- Helmut M. Niegemann (* 1947), Bildungs- und Medienpsychologe
- Auma Obama, Autorin / Journalistin (* 1960)
- Ralf Peter (* 1968), Countertenor oder Sopranist
- Dirk von Petersdorff (* 1966), Literaturwissenschaftler und Schriftsteller
- Udo Recktenwald (* 1962), Politiker
- Franz-Josef Reichert (1934–2012), Kunsthistoriker, Journalist und Programmdirektor
- Joachim Rippel (* 1950), Politiker
- Bernd M. Scherer (* 1955), Leiter des Hauses der Kulturen der Welt
- Karl August Schleiden (1928–2009), Philologe, Privatgelehrter, Verleger und Autor
- Walter Schmidt (1965–2016), Geograph, später freier Journalist und Autor
- Jürgen Schreier (* 1948), Politiker (CDU)
- Jochen Senf (1942–2018), Schauspieler und Dramaturg
- Georg Skalecki (* 1959), Kunsthistoriker, Landeskonservator, Leiter des Landesamtes für Denkmalpflege Bremen
- Liliane Skalecki (* 1958), Kunsthistorikerin und Krimiautorin
- Christoph Stölzl (1944–2023), Historiker, Publizist
- Johannes von Thadden (* 1956), Manager
- Lutz Stavenhagen (1940–1992), Politiker (CDU)
- Christina Weiss (* 1953), Journalistin und Politikerin
- Michael Wolffsohn (* 1947), Historiker und Politologe
- Werner Zimmer (1936–2015), Moderator

### Informatik und Mathematik
- Ferri Abolhassan (* 1964), Informatiker und Manager
- Susanne Albers (* 1965), Informatikprofessorin
- Hannah Bast (* 1970), Informatikerin
- Daniel Braun, Autor und Informatiker
- F. Thomas Bruss (* 1949), Mathematiker
- Friedrich Eisenbrand (* 1971), Informatiker
- Markus Gross (* 1963), Professor
- Monika Henzinger (* 1966), Informatikerin
- Friedemann Mattern (* 1955), Informatiker
- Bernhard Nebel (* 1956), Informatikprofessor
- Peter Sanders (* 1967), Informatiker
- Claus-Peter Schnorr (1943–2025), Mathematikprofessor und Informatiker
- Richard Socher (* 1983), Informatiker und KI-Forscher
- Heinz Schwärtzel (* 1936), Mathematiker

### Medizin
- Karl Addicks (* 1950), Politiker
- David Bardens (* 1984), Arzt
- Jürgen Harms (* 1944), Wirbelsäulenchirurg
- Karl Hutschenreuter (1920–1996), Chirurg und Anästhesist sowie Lehrstuhlinhaber und Dekan
- Klaus Steinbach (* 1953), Sportfunktionär / Orthopäde
- Wolfgang Werner (* 1939), Psychiater und Hochschullehrer
- Axel Urhausen (* 1958), Allgemein- und Sportmediziner sowie Olympia-Arzt
- Monika Vogelgesang (* 1960), Psychiaterin und Neurologin

### Natur- und Ingenieurwissenschaft
- Horst-Dietrich Dietze, Ordinarius für Theoretische Physik ab 1966
- Elisabeth Fischer-Friedrich (* 1981), Biophysikerin
- Karl Fischer (1925–2022), Kristallograph und Hochschullehrer
- Dieter R. Fuchs (* 1952), Mineraloge und Schriftsteller
- Gerhard Hard (1934–2024), Geograph
- Mathias Kolle, Physiker
- Oskar Lafontaine (* 1943), Politiker
- Joachim Maier (* 1955), Chemiker
- Matthias Maurer (* 1970), Materialwissenschaftler und Astronaut
- Simone Peter (* 1965), Politikerin (Bündnis 90/Die Grünen)
- Jörg Reinhardt (* 1956), Unternehmer
- Gunter Schneider (* 1953), Biochemiker
- Hubert Zitt (* 1963), Elektrotechniker, Dozent, Autor

### Rechtswissenschaft
- Peter Altmaier (* 1958), Staatsexamen (1985), Bundesminister für Umwelt (2012–13), Bundesminister für besondere Aufgaben (2013–18), Bundesminister für Wirtschaft und Energie (2018–21)
- Peter Rüdiger Richter
- Joachim Bitterlich (* 1948), Professor
- Winfried Brandenburg (* 1939), Jurist, Kommunalpolitiker
- Franz Josef Degenhardt (1931–2011), Mitarbeiter am Europäischen Institut (ab 1961), Promotion (1966), Rechtsanwalt und Liedermacher
- Dieter Dörr (* 1952), Promotion (1983), Professor
- Stefan Garber (* 1955), Jurist
- Winfried Hassemer (1940–2014), wissenschaftlicher Mitarbeiter (1963–69), Promotion (1967), Vizepräsident des Bundesverfassungsgerichts (2002–08)
- Martin Hoffmann (* 1959), Studium (ab 1980), Medienmanager, Intendant der Berliner Philharmoniker
- Thomas Kleist (* 1955), Intendant, Jurist
- Reinhold Kopp (* 1949), Politiker, Jurist
- Stephan Körner (* 1964), Rechtswissenschaftler
- Annegret Kramp-Karrenbauer (* 1962), Politikerin (CDU)
- Jutta Krüger-Jacob (* 1963), Rechtsanwältin und Politikerin (Bündnis 90/Die Grünen)
- Karl-Ludwig Kunz (* 1947), Rechtswissenschaftler und Kriminologe
- Robert Leicht (* 1944), Journalist und Publizist
- Esra Limbacher (* 1989), Politiker (SPD), MdB
- Heiko Maas (* 1966), Politiker (SPD)
- Werner Maihofer (1918–2009), Rechtswissenschaftler und Politiker (FDP)
- Peter Müller (* 1955), Politiker (CDU)
- Ulrich Nußbaum (* 1957), Jurist, Politiker
- Anke Rehlinger (* 1976), Politikerin (SPD)
- Ottmar Schreiner (1946–2013), Politiker (SPD)
- Bernhard Sterz (* 1962), Verwaltungsjurist und Politiker (SPD)
- Constança Urbano de Sousa (* 1967), portugiesische Politikerin und Ministerin (Partido Socialista, PS)
- Gerhard Wack (* 1945), Politiker, Staatssekretär beim saarländischen Finanzministerium (1999–2012)
- Karin Welge (* 1962), Politikerin (SPD) und Oberbürgermeisterin von Gelsenkirchen
- Uwe Wesel (1933–2023), Rechtswissenschaftler
- Juli Zeh (* 1974), Promotion (2010), Schriftstellerin

### Wirtschaftswissenschaft
- Hans D. Barbier (1937–2017), Journalist
- Jörg Becker (* 1959), Wirtschaftsinformatiker
- Michael Best (* 1956), Diplomvolkswirt
- Thomas Bruch (* 1950), Unternehmer
- Christian Boehringer (* 1965), Unternehmer
- Peter Bofinger (* 1954), Wirtschaftswissenschaftler und Mitglied des Sachverständigenrats zur Begutachtung der gesamtwirtschaftlichen Entwicklung
- Alain Caparros (* 1956), Manager
- Juergen B. Donges (1940–2021), Professor
- Johann Eekhoff (1941–2013), Wirtschaftswissenschaftler
- Christian Ege (* 1970), Politiker
- Franz-Rudolf Esch (* 1960), Professor
- Lars Feld (* 1966), Professor
- Gerhard Fels (1939–2025), Wirtschaftswissenschaftler
- Heiner Flassbeck (* 1950), Wirtschaftswissenschaftler
- Michael Friemel (* 1974), Autor, Radio- und Fernsehmoderator
- Hanspeter Georgi (* 1942), Politiker (CDU)
- Christoph Hartmann (* 1972), Politiker (FDP/DPS)
- Justus Haucap (* 1969), Wirtschaftswissenschaftler
- Guido Kerkhoff (* 1967), Industriemanager
- Helmut Krcmar (* 1954), Wirtschaftswissenschaftler
- Wolfgang Leese (* 1946), Manager
- Torsten Oletzky (* 1966), Manager
- Hermann Parzinger (* 1959), Prähistoriker
- Manfred Pohl (* 1944), Ökonom
- August-Wilhelm Scheer (* 1941), Unternehmer
- Wolf-Henning Scheider (* 1962), Manager
- Hanna Schramm-Klein (* 1974), Wirtschaftswissenschaftlerin
- Marc Speicher (* 1984), Politiker (CDU)
- Lutz Stavenhagen (1940–1992), Politiker (CDU)

## Professoren
- Karl-Otto Apel (1922–2017), Philosoph
- Ewald Aufermann (1892–1958), Betriebswirtschaftslehre
- Michael Backes (* 1978), Informatiker
- Kurt Binder (1944–2022), Theoretischer Physiker
- Gabriele B. Clemens (* 1961), Historikerin
- Richard van Dülmen (1937–2004), Historiker
- Anja Feldmann (* 1966), Informatikerin
- Peter Fettke (* 1973), Wirtschaftsinformatiker
- Ernst-Ulrich Gekeler (* 1951), Mathematiker
- Alberto Gil (* 1952), Übersetzungswissenschaftler
- Sven Gottschling (* 1971), Mediziner
- Wolfgang Gesemann (1925–2014), von 1972 bis 1987 Professor für Slavistik
- Norbert Gutenberg (* 1951), Professor für Sprechwissenschaft und Sprecherziehung
- Jörg Eschmeier (1956–2021), Mathematiker
- Gotthold Hasenhüttl (* 1933), Theologe
- Heinz-Dieter Heckmann (1953–2016), Philosoph
- Kaspar Hegetschweiler  (* 1954), Chemiker
- Horst Hischer (* 1943), Mathematiker
- Günter Hotz (* 1931), Informatikprofessor
- Rainer Hudemann (* 1948), Historiker
- Stefan Hüfner (1935–2013), Experimentalphysiker
- Uli Kazmaier (* 1960), Chemiker
- Gottfried Koller (1902–1959), Zoologe, (ab 1934 in Shanghai-Woosung (China), ab 1941 in Prag, 1946/47 in Marburg, ab 1949 in Saarbrücken), 1951–56 Prorektor der Universität des Saarlandes
- Karsten König (* 1960), Biophysiker
- Wolfgang Kraus (* 1955), Theologe
- Hermann Krings (1913–2004), Philosoph
- Werner Kroeber-Riel (1934–1995), Wirtschaftswissenschaftler
- Antonio Krüger, Informatiker
- Heinz Kußmaul (* 1957), Betriebswirtschaftslehre
- Reinhard Larsen (* 1943), Professor für Anästhesiologie und Intensivmedizin
- Thomas Lengauer (* 1952), Informatiker
- Günter Lensch (* 1930), Mineraloge
- Kurt Mehlhorn (* 1949), Informatiker
- Günter Menges (1929–1983), Ökonom und Statistiker
- Günther Meißner (1932–2022), Theoretischer Physiker
- Guy Michaud (1911–2006), französischer Romanist
- Frank Mücklich (* 1959), Materialwissenschaftler
- Paul Müller, (1940–2010), Biologe, Präsident der Universität 1979–1983
- Peter Loos (* 1960), Wirtschaftsinformatiker
- Wolfgang Paul (* 1951), Informatiker
- Michael Pfreundschuh (1949–2018), Mediziner
- Rudolf Richter (* 1926), Volkswirtschaftslehre
- Heiko Rieger (* 1962), Theoretischer Physiker
- Manfred Pinkal (* 1949), Computerlinguistik
- Michael Rösler (* 1951), Mediziner
- Franz Rost (1911–1988), Mineraloge
- August-Wilhelm Scheer (* 1941), Wirtschaftsinformatiker und Unternehmer
- Manfred Schmitt (* 1959), Biologe, Universitätspräsident
- Herbert Schneider (* 1941), Musikwissenschaftler
- Bernd Schröder (* 1965), Theologe
- Wolfgang Schweickard (* 1954), Sprachwissenschaftler
- Hans-Peter Seidel (* 1958), Informatiker
- Paul Senf (1915–1998), Volkswirt, Hochschullehrer und Politiker, saarländischer Landesminister
- Berthold Seitz (* 1962), Mediziner
- Jörg Siekmann (* 1941), Informatiker
- Philipp Slusallek (* 1963), Informatiker
- Christiane Solte-Gresser (* 1968), Literaturwissenschaftlerin
- Erich Steiner (* 1954), Übersetzungswissenschaftler
- Peter Strittmatter (* 1937), Erziehungswissenschaftler
- Wolfgang Stützel (1925–1987), Wirtschaftswissenschaftler
- Roland Speicher (* 1960), Mathematiker
- Frank Spinath (* 1969), Psychologe
- Werner Tack (* 1935), Psychologe
- Bruno Tietz, (1933–1995), Betriebswirtschaftslehre
- Michael Veith (* 1944), Chemiker
- Wolfgang Wahlster (* 1953), Informatiker
- Gerd Waschbusch (* 1959), Wirtschaftswissenschaftler
- Joachim Weickert (* 1965), Mathematiker
- Gerhard Weikum (* 1957), Informatiker
- Gerhard Wenz (* 1953), Chemiker
- Reinhard Wilhelm (* 1946), Informatiker
- Margret Wintermantel (* 1947), Psychologin
- Günter Wöhe (1924–2007), Wirtschaftswissenschaftler
- Andreas Zeller (* 1965), Informatiker

### Rechtswissenschaft

#### Bürgerliches Recht
- Bernhard Aubin (1913–2005), Bürgerl. Recht (1957–1982)
- Roland Michael Beckmann, Bürgerl. Recht (seit 2000)
- Georg Borges (* 1964), Bürgerl. Recht (seit 2014)
- Alfons Bürge (* 1947), Bürgerl. Recht (1993–1999)
- Guillaume Cardascia (1914–2006), Bürgerl. Recht (1949–1954)
- Tiziana Chiusi (* 1959), Bürgerl. Recht (seit 2001)
- Julien Dubarry, Bürgerl. Recht (seit 2019)
- Christian Gomille (* 1977), Bürgerl. Recht (seit 2020)
- Willy Haubrichs (1911–1982), Honorarprofessor
- Maximilian Herberger (* 1946), Bürgerl. Recht (1988–2014)
- Günther Hönn (* 1939), Bürgerl. Recht (1984–2004), Universitätspräsident (1992–2000)
- Ulrich Huber (1936–2023), Bürgerl. Recht (1971–1973)
- Heinz Hübner (1914–2006), Bürgerl. Recht (1955–1960), Universitätspräsident (1956–1958)
- Uwe Hüffer (1939–2012), Bürgerl. Recht (1980–1985)
- Günther Jahr (1923–2007), Bürgerl. Recht (1961–1991)
- Heinrich Lange (1900–1977), Bürgerl. Recht (1951–1953)
- Dimitrios Linardatos (* 1984), Bürgerl. Recht (seit 2022)
- Hannes Ludyga, Bürgerl. Recht (seit 2014)
- Gerhard Lüke (1927–2014), Bürgerl. Recht (1961–1995)
- Michael Martinek (* 1950), Bürgerl. Recht (1986–2019)
- Annemarie Matusche-Beckmann, Bürgerl. Recht (seit 2006)
- Ernst-Joachim Mestmäcker (1926–2024), Bürgerl. Recht (1959–1963)
- Hanns Prütting (* 1948), Bürgerl. Recht (1981–1986)
- Filippo Ranieri (1944–2020), Bürgerl. Recht (1995–2009)
- Helmut Rüßmann (* 1943), Bürgerl. Recht (1987–2012)
- Franz Schäfer (1879–1958), Bürgerl. Recht (1948–1952)
- Jürgen Schmidt (1941–2024), Bürgerl. Recht (1972–1975)
- Christoph Sorge (* 1980), Rechtsinformatik (seit 2014)
- Elmar Wadle (1938–2025), Bürgerl. Recht (1978–2006)
- Stephan Weth (* 1956), Bürgerl. Recht (seit 1995)
- Claude Witz, Bürgerl. Recht (1980–2017)
- Markus Würdinger, Bürgerl. Recht (2012–2019)
- Albrecht Zeuner (1924–2021), Bürgerl. Recht (1958–1961)

#### Öffentliches Recht
- Siegbert Alber (1936–2021), Honorarprofessor (Europa-Institut), Generalanwalt des EuGH (1997–2003)
- Peter Bilsdorfer (* 1951), Honorarprofessor
- Marc Bungenberg (* 1968), Öffentl. Recht (seit 2015)
- Joachim Burmeister (1939–1999), Öffentl. Recht (1976–1993)
- Philippe Cossalter, Öffentl. Recht (seit 2010)
- Wilfried Fiedler (1940–2023), Öffentl. Recht (1984–2002)
- Thomas Giegerich (* 1959), Öffentl. Recht (seit 2012)
- Christoph Gröpl (* 1966), Öffentl. Recht (seit 2003)
- Annette Guckelberger (* 1968), Öffentl. Recht (seit 2006)
- Günter Hirsch (* 1943), Honorarprofessor (Europa-Institut), Präsident des BGH (2000–2008)
- Rudolf Hoke (1929–2025), Öffentl. Recht (1966–1971)
- Josef Isensee (* 1937), Öffentl. Recht (1971–1975)
- Jan Henrik Klement (* 1975), Öffentl. Recht (2013–2018)
- Wolfgang Knies (1934–2019), Öffentl. Recht (1971–2003)
- Peter Krause (1936–2023), Öffentl. Recht (1973–1975)
- Werner Meng (1948–2016), Öffentl. Recht (1999–2013)
- Stephan Ory (* 1958), Honorarprofessor
- Hans-Werner Osthoff (1911–2006), Honorarprofessor
- Herbert Petzold (* 1935), Honorarprofessor (Europa-Institut), Kanzler des EGMR (1994–1998)
- Georg Ress (* 1935), Öffentl. Recht (1977–2001), Richter am EGMR (1998–2004)
- Roland Rixecker (* 1951), Honorarprofessor
- Wolfgang Rüfner (1933–2025), Öffentl. Recht (1979–1984)
- Hartmut Schiedermair (1936–2020), Öffentl. Recht (1976–1983)
- Rudolf Schránil (1885–1957), Öffentl. Recht (1948–1952)
- Ignaz Seidl-Hohenveldern (1918–2001), Öffentl. Recht (1954–1968)
- Martin Selmayr (* 1970), Honorarprofessor (Europa-Institut)
- Torsten Stein (1944–2024), Öffentl. Recht (1991–2012)
- Werner Thieme (1923–2016), Öffentl. Recht (1956–1962)

#### Strafrecht
- Dominik Brodowski (* 1980), Strafrecht (seit 2018)
- Heike Jung (* 1942), Strafrecht (1977–2008)
- Arthur Kaufmann (1923–2001), Strafrecht (1960–1969)
- Gerhard Kielwein (1922–2011), Strafrecht (1956–1987), Universitätspräsident (1962–1964)
- Heinz Koriath (* 1952), Strafrecht (1995–2021)
- Detlef Krauß (1934–2010), Strafrecht (1970–1979)
- Werner Maihofer (1918–2009), Strafrecht (1955–1969), Universitätspräsident (1967–1969), Bundesminister für besondere Aufgaben (1972–1974), Bundesminister des Innern (1974–1978)
- Marco Mansdörfer, Strafrecht (seit 2013)
- Egon Müller (1938–2022), Honorarprofessor
- Heinz Müller-Dietz (1931–2022), Strafrecht (1969–1997)
- Ulfrid Neumann (* 1947), Strafrecht (1987–1994)
- Mustafa Temmuz Oğlakcıoğlu (* 1985), Strafrecht (seit 2021)
- Henning Radtke (* 1962), Strafrecht (1999–2002)
- Ernst Seelig (1895–1955), Strafrecht (1954–1955)
- Ulrich Stock (1896–1974), Strafrecht (1948–1950)

#### Staats- und Völkerrecht
- Wilhelm Karl Geck (1923–1987), Staats- und Völkerrecht (ab 1964)

### Politikwissenschaften
- Jürgen Domes (1932–2001), Politikwissenschaftler, Leiter der Arbeitsstelle „Politik Chinas und Ostasiens“
- Karl Kaiser (* 1934), Politikwissenschaftler
- Christian Graf von Krockow (1927–2002), Politikwissenschaftler und Schriftsteller
- Konrad Schön (1930–2021), Politikwissenschaftler

### Psychologie
- Ernst E. Boesch (1916–2014), Kulturpsychologie
- Rudolf Fisch (* 1949), Sozial- und Organisationspsychologie
- Tanja Michael (* 1971), Klinische Psychologie und Psychotherapie
- Frank M. Spinath (* 1969), differentielle Psychologie und psychologische Diagnostik
- Werner Tack (* 1935), Kognitionspsychologie
- Ulman Lindenberger (* 1961), Entwicklungspsychologie
- Dirk Wentura (* 1961), Allgemeine Psychologie und Methodenlehre
- Margret Wintermantel (* 1947), Sozialpsychologie